# Aaron Boone
Aaron John Boone (La Mesa, 9 marzo 1973) è un ex giocatore di baseball e allenatore di baseball statunitense.
È figlio dell'ex ricevitore e manager Bob Boone, il quale da giocatore venne convocato a quattro edizioni dell'All-Star Game tra il 1976 e il 1983. È inoltre fratello minore dell'ex seconda base Bret Boone.

## Carriera

### Giocatore
I Cincinnati Reds scelsero Aaron Boone al terzo giro del draft MLB del 1994. Fece il suo debutto in MLB il 20 giugno 1997, anche se venne espulso dalla partita dopo aver gettato il proprio caschetto a seguito dell'eliminazione scivolando a casa base. Nell'ultima partita della stagione 1998, i Reds schierarono per la prima volta nella storia della MLB un infield composto da due coppie di fratelli: il prima base Stephen Larkin, il seconda base Bret Boone, l'interbase Barry Larkin e il terza base Aaron Boone.
Il 22 settembre 2002 Boone colpì l'ultimo fuoricampo della storia del Riverfront Stadium (demolito di lì a breve) nell'ottavo inning della sconfitta per 4-3 contro i Philadelphia Phillies, un fuoricampo da un punto contro il rilievo Dan Plesac. Boone registrò un record personale con 26 fuoricampo nel 2002, giocando tutte le 162 partite. I Reds lo nominarono MVP della squadra di quell'anno. Nel corso dell'anno successivo venne inoltre convocato all'All-Star Game MLB del 2003.
Il 31 luglio 2003 Boone passò ai New York Yankees, che lo acquisirono dai Reds in cambio di Brandon Claussen, Charlie Manning e una somma di denaro. Nelle 54 partite disputate dopo lo scambio, Boone registrò una media battuta di .254 con una OPS di .720, sei fuoricampo e 31 RBI.
Durante gara 7 delle American League Championship Series del 2003, Boone colpì un walk-off home run all'11º inning contro Tim Wakefield, regalando ai Yankees una vittoria per 6-5 sui Boston Red Sox e prolungando così la cosiddetta Maledizione del Bambino per la franchigia bostoniana. Il New York Daily News soprannominò l'evento "Maledizione del Boonebino". Questo fuoricampo venne classificato come il nono miglior fuoricampo di tutti i tempi da Baseball Tonight.
Nel gennaio 2004 Boone si ruppe il legamento crociato anteriore del ginocchio sinistro durante una partita di basket amatoriale, violando il contratto standard dei giocatori MLB che vieta la partecipazione a sport come basket, sci o surf durante la off-season. Gli Yankees lasciarono subito intendere che avrebbero rescisso il suo contratto. Poco dopo aver acquisito Alex Rodriguez per giocare in terza base, gli Yankees decisero di sciogliere il contratto Boone il 27 febbraio 2004.
Boone firmò dunque un contratto biennale con i Cleveland Indians nel giugno 2004. Guadagnò 600 000 dollari per la stagione 2004, 3 milioni per la stagione 2005 ed ebbe un'opzione per la stagione 2006 del valore di 4,5 milioni di dollari. Dopo aver saltato l'intera stagione 2004, Boone giocò 154 partite nel 2005, con una media battuta di .243, 16 fuoricampo e 60 RBI. Gli Indians esercitarono l'opzione sul contratto di Boone per la stagione 2006. Nella sua seconda stagione a Cleveland, Boone registrò una media battuta di .251 con sette fuoricampo.
Il 29 dicembre 2006 Boone firmò un contratto annuale con i Florida Marlins del valore di 925 000 dollari. Nel 2007 giocò 69 partite per i Marlins con una media battuta di .286.
Il 6 dicembre 2007 siglò un accordo di un anno da 1 000 000 di dollari con i Washington Nationals. Nel 2008 giocò 104 partite, registrando una media battuta di .241 con 6 fuoricampo e 28 RBI.
Il 18 dicembre 2008, Boone firmò un contratto di un anno con gli Houston Astros del valore di 750 000 dollari più incentivi. Nel marzo 2009 Boone si sottopose a un intervento di chirurgia a cuore aperto per sostituire una valvola aortica bicuspide, una condizione di cui era a conoscenza fin dall'infanzia, ma che i test di routine avevano mostrato essersi aggravata di recente. Boone dichiarò che i medici gli avevano detto che sarebbe potuto tornare a giocare a baseball dopo il recupero, anche se non era sicuro di volerlo fare. Boone tornò al baseball il 10 agosto, iniziando la riabilitazione con i Corpus Christi Hooks, squadra affiliata di Doppio-A degli Astros. Giocò cinque inning senza ottenere valide in due apparizioni al piatto. Boone affermò dopo la partita che il suo obiettivo era tornare in Major League entro il 1º settembre, giorno di espansione dei roster. Boone venne attivato il 1º settembre e aggiunto al roster ampliato degli Astros. Il 2 settembre fece il suo debutto stagionale, giocando in prima base e registrando 0 su 3 al piatto. Il 16 settembre, Boone dichiarò di essere propenso a ritirarsi e il 4 ottobre giocò la sua ultima partita. In totale, nella stagione 2009 Boone giocò solo 10 partite e raggiunse la base una sola volta su 14 apparizioni al piatto, perdipiù in quell'unica occasione fu colpito dal lanciatore senza dunque battere una valida.

### Analista
Boone lavorò come analista per MLB Network in occasione dell'American League Championship Series del 2009 tra i New York Yankees e i Los Angeles Angels of Anaheim.
Il 23 febbraio 2010 Boone annunciò il suo ritiro dal baseball e dichiarò che sarebbe diventato analista per ESPN. Commentò le World Series del 2014 e del 2015 per ESPN Radio insieme al telecronista Dan Shulman. Nel 2016, Boone e Jessica Mendoza divennero commentatori tecnici per Sunday Night Baseball insieme a Shulman. Boone e Shulman continuarono a commentare le World Series per ESPN Radio fino al 2017.

### Allenatore

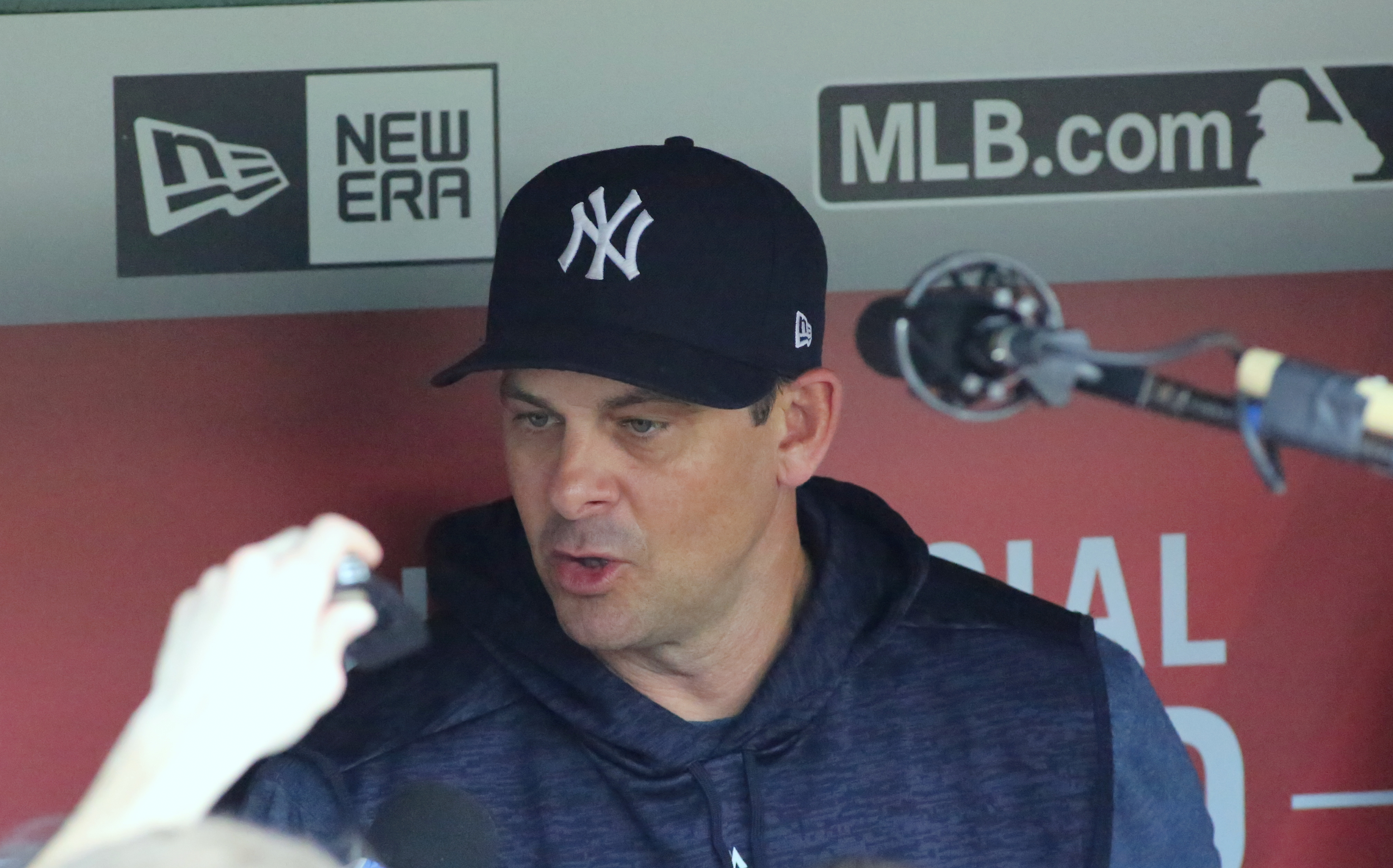
Boone nel giugno 2018

Dopo la stagione 2017, i New York Yankees decisero di non rinnovare il contratto di Joe Girardi come manager e assunsero Aaron Boone il 4 dicembre 2017.
Boone concluse la sua prima stagione con un record di 100 vittorie e 62 sconfitte, piazzandosi al secondo posto nella American League East e portando la squadra alla partita di wild card contro gli Oakland Athletics, nonostante l'assenza per due mesi del loro esterno Aaron Judge a causa di un infortunio al polso. Gli Yankees vinsero 7-2 contro gli Athletics, dando a Boone la sua prima vittoria nei play-off come manager. Tuttavia, i Boston Red Sox eliminarono gli Yankees nella Division Series per tre partite a una, proseguendo poi fino alla vittoria delle World Series.
Il 19 settembre 2019, dopo una vittoria per 9-1 contro i Los Angeles Angels, conquistarono il titolo della American League East per la prima volta dal 2012, ottenendo anche la centesima vittoria stagionale. Boone divenne il primo manager nella storia della MLB a vincere 100 o più partite in entrambe le sue prime due stagioni. Tuttavia, in postseason gli Yankees vennero sconfitti dagli Houston Astros nelle American League Championship Series.
A causa della pandemia di COVID-19, nel 2020 la regular season venne ridotta a 60 partite. Gli Yankees iniziarono con 16 vittorie e 6 sconfitte, ma poi persero 15 delle successive 20 partite, portando il loro record a 21-21. In seguito vinsero 10 partite consecutive, concludendo la stagione al secondo posto nella divisione con un record di 33-27. Nella wild card series, gli Yankees sconfissero i Cleveland Indians, ma vennero eliminati nelle ALDS dai Tampa Bay Rays.
Nel 2021 gli Yankees furono descritti come una delle squadre più altalenanti della memoria recente. Al 4 luglio avevano un record di 41-41, ma successivamente andarono in una striscia positiva di 51-29, terminando la stagione con un record di 92-70. Tra il 14 e il 28 agosto vinsero 13 partite consecutive, una delle strisce più lunghe nella storia della franchigia. Tuttavia, dopo la striscia di vittorie, la squadra faticò, con un record di 3-12 tra il 28 agosto e il 12 settembre. Conclusero al secondo posto nella AL East ma persero la partita di wild card contro i Boston Red Sox. Dopo la stagione, Boone firmò un contratto triennale con anche un'opzione per il 2025.
Nel 2022 Boone venne espulso nove volte, quattro volte di più di qualsiasi altro manager della MLB. Gli Yankees iniziarono la stagione con un record di 64-28 entro l'All-Star Game, proseguendo poi con 35 vittorie nelle successive 70 partite, concludendo con 99 vittorie e il titolo della AL East. Nelle ALDS sconfissero i Cleveland Guardians in cinque partite, ma vennero eliminati dagli Houston Astros nelle ALCS, segnando la quinta eliminazione consecutiva nei play-off per Boone.
Boone venne sospeso per una partita il 26 maggio 2023 per il suo comportamento nei confronti degli arbitri, dopo essere stato espulso per la quarta volta in stagione, la seconda in quattro giorni. Al 9 giugno, Boone aveva il terzo tasso di espulsioni più alto nella storia della MLB tra i manager. Per la prima volta sotto la sua gestione, la squadra non riuscì a raggiungere i play-off.
Nel 2024 gli Yankees conclusero la stagione al primo posto nella AL East con un record di 94-68. Sconfissero i Kansas City Royals in quattro partite nelle ALDS e i Cleveland Guardians in cinque partite nelle ALCS, conquistando, considerando il periodo dal 2009 in poi, il loro primo pennant dell'American League e il primo accesso alle World Series. Tuttavia, persero le World Series contro i Los Angeles Dodgers in cinque partite.